# استان نابل
استان نابل (به عربی: ولایة نابل) یکی از بیس و چهار استان‌های تونس است. این استان از شمال، شرق و جنوبش به کرانه‌های دریای مدیترانه محدود است.

## خصوصیات
استان نابل ۲٬۷۸۸ کیلومترمربع مساحت و ۷۸۷٬۹۲۰ نفر جمعیت دارد.